# Engagerad kolonn

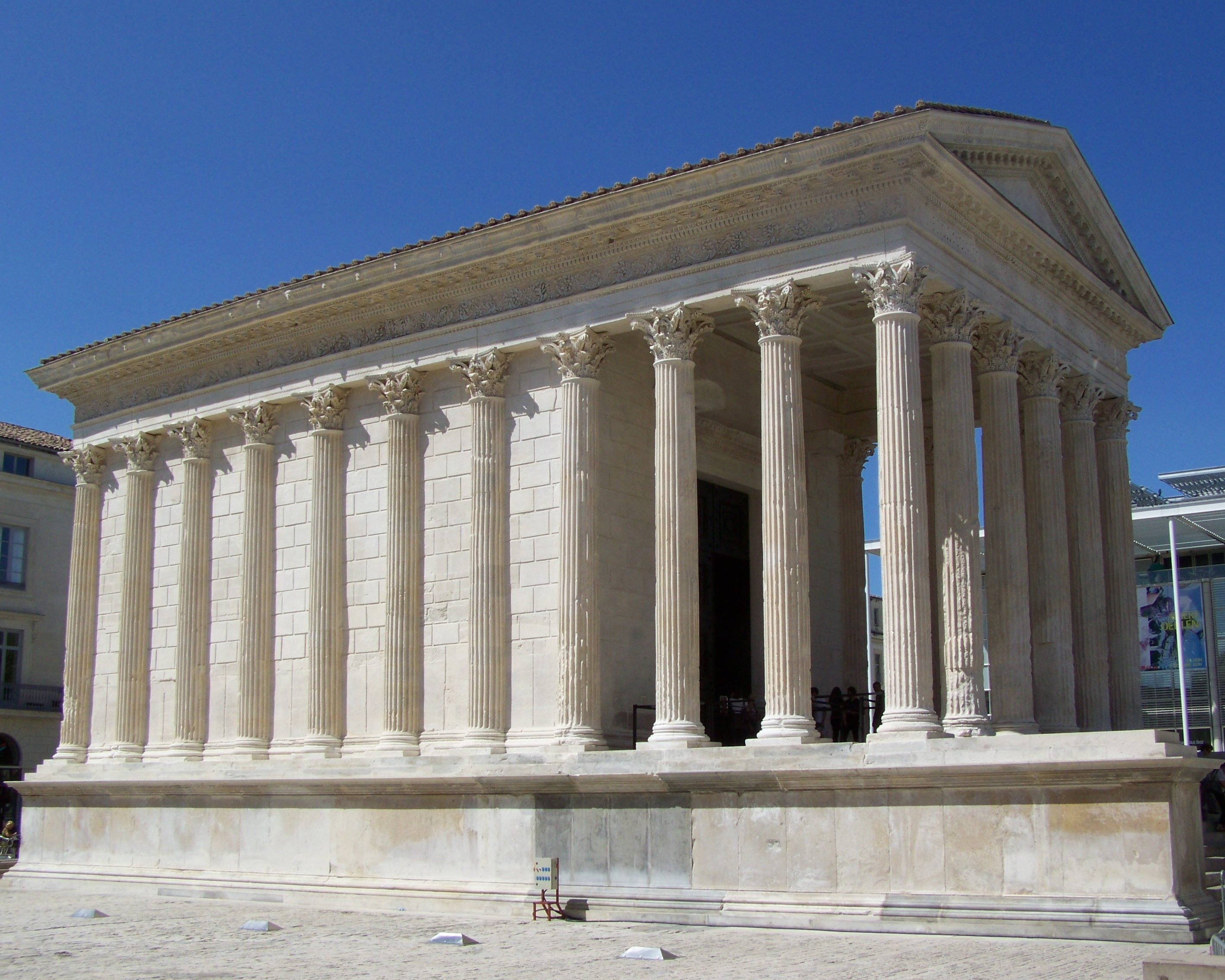
Maison Carrée i Nîmes

Engagerad kolonn är en kolonn som i sin helhet står i fast förbindelse med en bakomliggande mur, antingen så att den blott vidrör murlivet eller så att den till hälften (halvkolonn) eller tre fjärdedelar (trekvartskolonn) skjuter ut framför murlivet.
En engagerad portik är på likartat sätt försänkt i en fasad som fortsätter runt och ovanför den.